# LGBT sur Internet
La présence LGBT sur Internet est l'ensemble des communautés et personnes LGBT sur Internet.

## Histoire
Les personnes LGBTQ sont parmi les premières à adopter Internet et sont encore représentées par un pourcentage élevé sur les médias sociaux. En 2009, 55% des personnes LGBTQ déclarent lire des blogs (51% en mars 2008 et 32% en novembre 2006), contre 38% des répondants hétérosexuels.
En 2012, certaines bibliothèques et écoles, notamment le district scolaire de Camdenton, dans le Missouri, reçoivent l'ordre de supprimer les logiciels de filtrage Internet qui bloquaient l'accès aux sites web LGBTQ-friendly vers lesquels les adolescents se tournent souvent pour obtenir de l'aide.

## Objectifs
Internet peut souvent avoir une influence sur les jeunes qui recherchent des informations sur la santé, le coming out, ou pour trouver une communauté. Une étude de Lisa M. Diamond et Sarah Lucas en 2004 montre que la révélation de son orientation sexuelle peut souvent entraîner une perte d'amitié, ce qui pousse les jeunes à chercher refuge sur des plateformes en ligne.
Il peut également servir d'espace militant ou d'espace d'expression pour les communautés et organisations insensibilisées (comme les clubs sportifs LGBT).

## Dangers
Internet peut exposer les adolescents à des risques de cyberintimidation ou de harcèlement.